# Josy sucht Josy
Josy sucht Josy (englischer Originaltitel Looking for Alibrandi) ist ein Jugendroman der australischen Schriftstellerin Melina Marchetta, der im Jahr 1992 beim Verlag Penguin Books Australia veröffentlicht wurde. Die deutsche Erstausgabe in einer Übersetzung von Cornelia Holfelder-von der Tann erschien 1995 beim Ravensburger Verlag.

## Inhalt
Die 17-jährige Josephine Alibrandi alias Josy lebt zusammen mit ihrer alleinerziehenden Mutter Christina in Sydney. Es ist ihr letztes Jahr an der streng katholischen St. Martha's High School, das geprägt ist von den Vorbereitungen für die Abschlussexamen und Josys Ambitionen, nach der Schule Rechtswissenschaft zu studieren, um Anwältin zu werden. 
Josys Großmutter Katia Alibrandi stammt aus Sizilien. Sie wanderte als junges Mädchen kurz nach ihrer Heirat mit ihrem Mann Francesco nach Australien aus. Dort brachte sie einige Zeit später Josys Mutter zur Welt. Christina hatte ihrerseits mit 17 eine kurze Beziehung mit Michael Andretti, einem jungen, ebenfalls italienisch-stämmigen Mann aus der Nachbarschaft. Diese Kurzzeit-Liaison blieb nicht ohne Folgen, doch ehe Josy geboren wurde, zog Michael nach Adelaide und hatte sich danach seiner Verantwortung als Vater nie gestellt. 
Die Beziehungen zwischen Josy, ihrer Mutter Christina und der Großmutter Katia pendeln hin und her zwischen überschwänglicher Liebe und unbändiger Wut aufeinander. Dass Christina ein uneheliches Kind auf die Welt gebracht hat, scheint ihr ihre Mutter Katia ewig vorzuhalten. Josys italienische Wurzeln, die Schmach, ein uneheliches Kind zu sein, die kulturellen und Einkommens-Unterschiede zu ihren wohlhabenden australischen Mitschülerinnen erschweren ihre ohnehin nicht einfache Zeit als Teenagerin. Und dann kommen auch noch zwei Jungs und ein Mann ins Spiel: Zum einen die beiden Schüler John Barton und Jacob Coote, der eine gut aussehend, intelligent und aus gutem Hause stammend, der andere angehender Automechaniker, so wie Josy aus einfachen Verhältnissen, wild und leidenschaftlich. Und zum anderen taucht auch noch plötzlich Josys Vater Michael Andretti auf, mit dem sie nach anfänglichen Startschwierigkeiten eine sehr harmonische Beziehung aufbaut und schließlich sogar stundenweise in dessen Rechtsanwaltskanzlei zu arbeiten beginnt. 
Josy verliebt sich schließlich in Jacob Coote. Ähnlich wie das Verhältnis zu ihrer Mutter und Großmutter ist auch die Beziehung zu Jacob geprägt von einem Auf und Ab der Gefühle, Unsicherheit und Eifersucht. An Christinas 36. Geburtstag folgert Josy aus einer Konversation, dass Josys Großvater nicht der tatsächliche Vater von Christina sein kann und sie somit eigentlich gar keine echte Alibrandi ist. Sie konfrontiert Katia mit ihrer Erkenntnis und die Großmutter gibt schließlich unter Tränen ihren Seitensprung zu. Die Enthüllung bleibt ein Geheimnis zwischen den beiden. 
John Barton enthüllt Josy, dass er früher in sie verliebt gewesen sei und definitiv nicht in die politischen Fußstapfen seines Vaters treten werde, womit alle gerechnet hatten. Einen Tag später begeht John Suizid. Josy wird von Schuldgefühlen geplagt und zu allem Überfluss macht auch noch Jacob mit ihr Schluss. Dass Michael beschlossen hat, nicht nach Adelaide zurückzugehen, und sie darum bittet, seinen Nachnamen Andretti anzunehmen, ist einer der Lichtblicke in Josys Achterbahnfahrt der Gefühle. Und sie ist inzwischen reifer und erwachsener geworden: Sie weiß, was ihr ihre Familie bedeutet, sie misst dem weniger bei, was andere über sie und ihre Herkunft denken, und auf die Frage nach ihrer Nationalität antwortet sie mit Stolz, eine Australierin zu sein, durch deren Adern italienisches Blut fließe.

## Hintergrund
Die Autorin schrieb den Roman auf der Grundlage ihrer persönlichen Erfahrungen als Australierin mit italienischen Wurzeln. Josys Geschichte spiegelt ihre eigene Reise durch zwei unterschiedliche Kulturen wider und macht die Erzählung sehr persönlich und authentisch. Marchetta schrieb fast ein Jahrzehnt an dem Buch. Der Erfolg des Romans begründete ihre Karriere als Schriftstellerin.

## Rezeption
Melanie Kramers schreibt in ihrer Buchrezension: „Josy sucht Josy (Looking for Alibrandi) ist ein intelligent geschriebener Entwicklungsroman. […] Der Roman stellt Teenager-Sorgen überzeugend dar. Die bissigen Dialoge sind authentisch, die realistischen Charaktere hervorragend ausgearbeitet und die Schimpfkanonaden der Großmutter herrlich witzig. Josy sucht Josy wurde für seine tiefen Einblicke in die Situation von Einwanderern der zweiten Generation gelobt.“ Kirkus Reviews schreibt: „Eine zärtliche, überzeugende Darstellung der holprigen Reise eines Mädchens durch die späte Pubertät.“ und Publishers Weekly befindet: „Gut formulierte, leidenschaftliche Prosa. Ungewöhnlich, aufschlussreich und überzeugend.“ Die Melbourner Tageszeitung The Age schreibt: „Ein außerordentlich intelligenter und leidenschaftlicher Roman, der mit bemerkenswerter Selbstsicherheit geschrieben ist.“ Miriam Lang Budin meint im School Library Journal: „Marchettas Stärke liegt in der Schöpfung so vieler facettenreicher Charaktere und in der glaubwürdigen Darstellung ihrer Interaktionen. Dies ist ein beeindruckendes Debüt.“

## Auszeichnungen
1993 wurde Josy sucht Josy vom Children’s Book Council of Australia mit dem Book of the Year Award ausgezeichnet. Das Buch wurde außerdem bei den australischen BILBY Children’s Choice Awards 1995 mit einem Prize for Writing for Young Adults und im Jahr 2000 mit einem Older Readers Award ausgezeichnet.

## Referenzen
Josy sucht Josy ist in dem literarischen Nachschlagewerk 1001 Kinder- und Jugendbücher – Lies uns, bevor Du erwachsen bist! für die Altersstufe 12+ Jahre enthalten.

## Adaptionen
Im Jahr 2000 wurde das Buch unter dem Titel Looking for Alibrandi (deutsch Das Geheimnis der Alibrandis) verfilmt.

## Ausgaben
- Looking for Alibrandi. Penguin Books, Australien 1992 (englisch).
- Josy sucht Josy. Ravensburger, 1995.